# Castillo de Santa Rosa (Venezuela)
El Fuerte de Santa Rosa de La Eminencia, conocido popularmente como el Castillo de Santa Rosa y ubicado en la Ciudad de La Asunción (Estado Nueva Esparta, Venezuela), fue construido en el siglo XVII, después del desembarco de más de 500 piratas franceses que, al mando del Marqués de Maintenon, saquearon la ciudad de La Asunción en enero de 1677.

## Castillo
Se concluye en 1682, se ubica en un cerro de la ciudad de La Asunción, al lado del Embalse, dominando un amplio panorama donde se observa el camino de Pampatar a La Asunción, los cerros circundantes, la costa del este, el valle de Atamo y las faldas de los cerros Guayamurí y Matasiete.
El castillo, tiene tres frentes defensivos conformados por dos baluartes, dos medios baluartes y tres cortinas mirando hacia el sur, este y oeste y una plataforma con un rediente mirando hacia el norte. Además tiene aljibe, cuarteles y capilla. La Plaza de Armas aparenta tener su traza original; aquí se encuentra el aljibe con un brocal y la rampa que conduce al nivel superior.
Este lugar es famoso por haber servido de calabozo a la heroína patriota Luisa Cáceres de Arismendi durante aproximadamente tres meses, como manera de obligar al general Juan Bautista Arismendi a un canje de prisioneros, ante lo cual expresó: «Diga al jefe español que sin patria no quiero esposa». A partir de aquel momento empeoran las condiciones del cautiverio y se desvanece la posibilidad de libertad al fracasar los patriotas en un intento de asalto de la fortaleza. El 26 de enero de 1816, Luisa da a luz una niña que muere al nacer dadas las condiciones del parto y de la celda en la cual se encontraba prisionera.
La mayor parte de las murallas se conservan intactas, y la reconstrucción del resto se hizo tomando en cuenta las características originales.
Fue declarado Monumento Histórico Nacional el 26 de octubre de 1965. El acceso al castillo es fácil, cuenta con una carretera asfaltada, señalización, estacionamiento y ofrece una vista espectacular del valle de Santa Lucía. Se encuentra abierto a los visitantes de lunes a domingo.

Panorámica 360° del Castillo de Santa Rosa